# Emberizoides
Emberizoides es un género de aves paseriformes perteneciente a la familia Thraupidae que agrupa a tres especies nativas de la América tropical (Neotrópico), donde se distribuyen desde el suroeste de Costa Rica a través de América Central y del Sur, hasta el noreste de Argentina. A sus miembros se les conoce por el nombre popular de coludos, y también sabaneros o pinzones coludos, entre otros.

## Etimología
El nombre genérico masculino Emberizoides es una combinación del género Emberiza, que deriva del alemán antiguo «embritz» utilizado para designar a los pájaros del Viejo Mundo llamados escribanos, y de la palabra griega «oidēs» que significa «que se parece», «parecido con».

## Características
Este género agrupa a un trío de tráupidos bastante grandes, midiendo entre 17 y 21 cm de longitud, de colas muy largas y puntiagudas que son encontrados en áreas de pastos abiertas, principalmente en tierras bajas.

## Taxonomía
Inicialmente colocado en Fringillidae y durante décadas en la familia Emberizidae, el presente género fue transferido para Thraupidae con base en diversos estudios genéticos, citando Burns et al. 2002, 2003; Klicka et al. 2007 y Campagna et al. 2011. La Propuesta N° 512 al Comité de Clasificación de Sudamérica (SACC) de noviembre de 2011, aprobó la transferencia de diversos géneros (entre los cuales Emberizoides) de Emberizidae para Thraupidae.
Los datos presentados por los amplios estudios filogenéticos recientes comprobaron que el presente género es hermano de Embernagra, y el par formado por ambos es próximo de Coryphaspiza, formando un pequeño clado o  subfamilia Emberizoidinae.

## Lista de especies
Según las clasificaciones del Congreso Ornitológico Internacional (IOC) y Clements Checklist v.2019, el género agrupa a las siguientes especies con el respectivo nombre popular de acuerdo con la Sociedad Española de Ornitología (SEO):
| Imagen | Nombre científico        | Autor                         | Nombre común     | Estado de conservación |
| ------ | ------------------------ | ----------------------------- | ---------------- | ---------------------- |
|        | Emberizoides herbicola   | (Vieillot, 1817)              | coludo colicuña  | LC                     |
|        | Emberizoides duidae      | Chapman, 1929                 | coludo del Duida | NT                     |
|        | Emberizoides ypiranganus | H. Ihering & R. Ihering, 1907 | coludo chico     | LC                     |